# Parnassius inopinatus
Parnassius inopinatus  là một loài bướm ngày sinh sống ở vùng núi cao được tìm thấy duy nhất ở Afghanistan.
Loài này thuộc chi Parnassius trong họ Papilionidae.